# Андреа Тіралі
Андреа Тіралі (італ. Andrea Tirali; 1657–1737) — італійський архітектор, працював у Венеції і Венето. Відомо, що він спроектував віллу Дуодо в Монселіче і Церкву Сан-Ніколо да Толентіні у Венеції. На віллі Дуодо він продовжив роботу архітектора Вінченцо Скамоцці. Тіралі був відповідальним за складну конструкцію дорожнього покриття на площі Сан-Марко у Венеції. Був архітектором гробниці родини Вальє і капели святого Домініка у Соборі Санті-Джованні е Паоло, Венеція. Він був архітектором Вілли Сцеріман в Мірі і Вілли Моросіні у Фієссо-Умбертіано.

## Галерея робіт

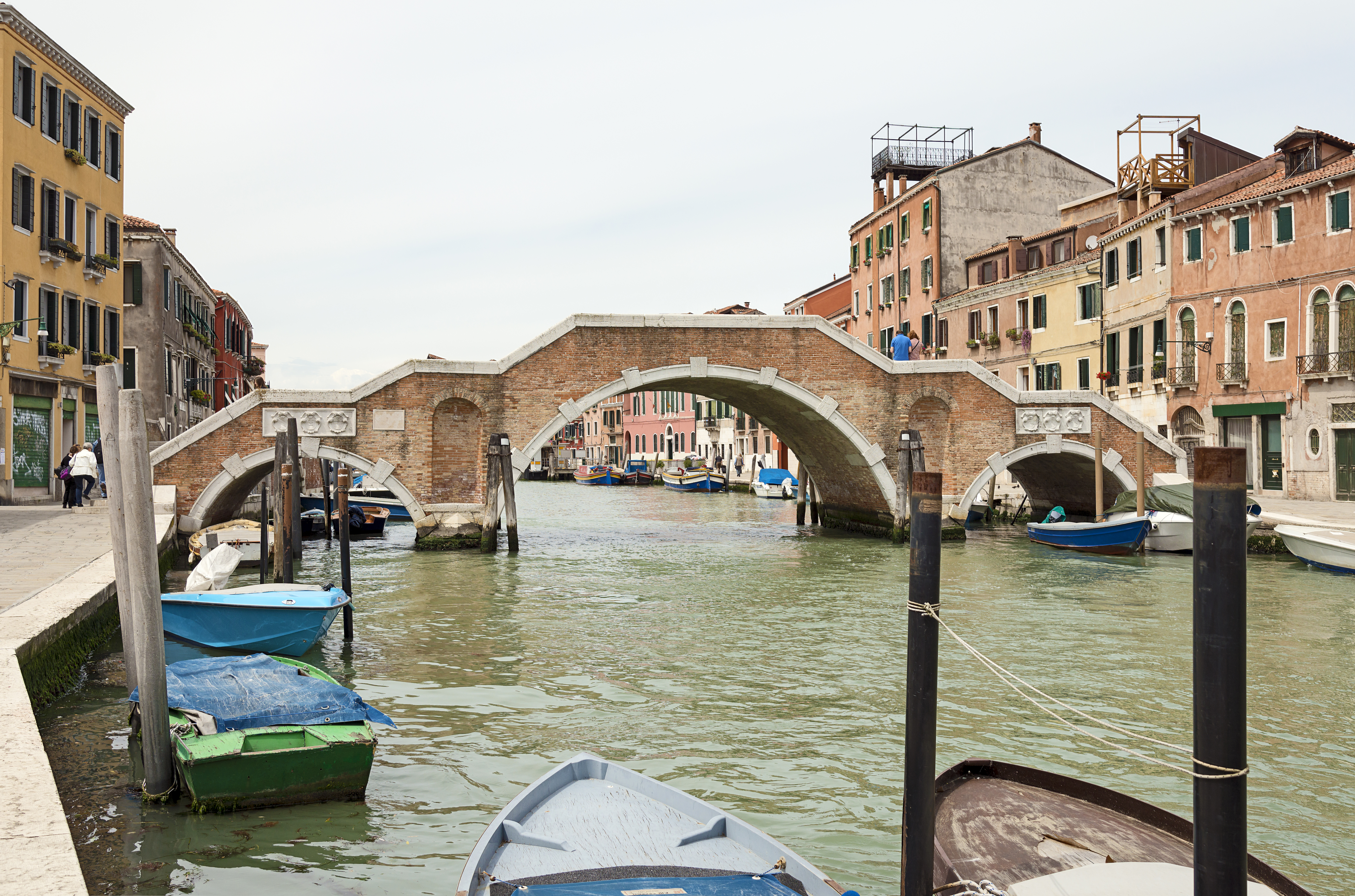
Міст трьох арок
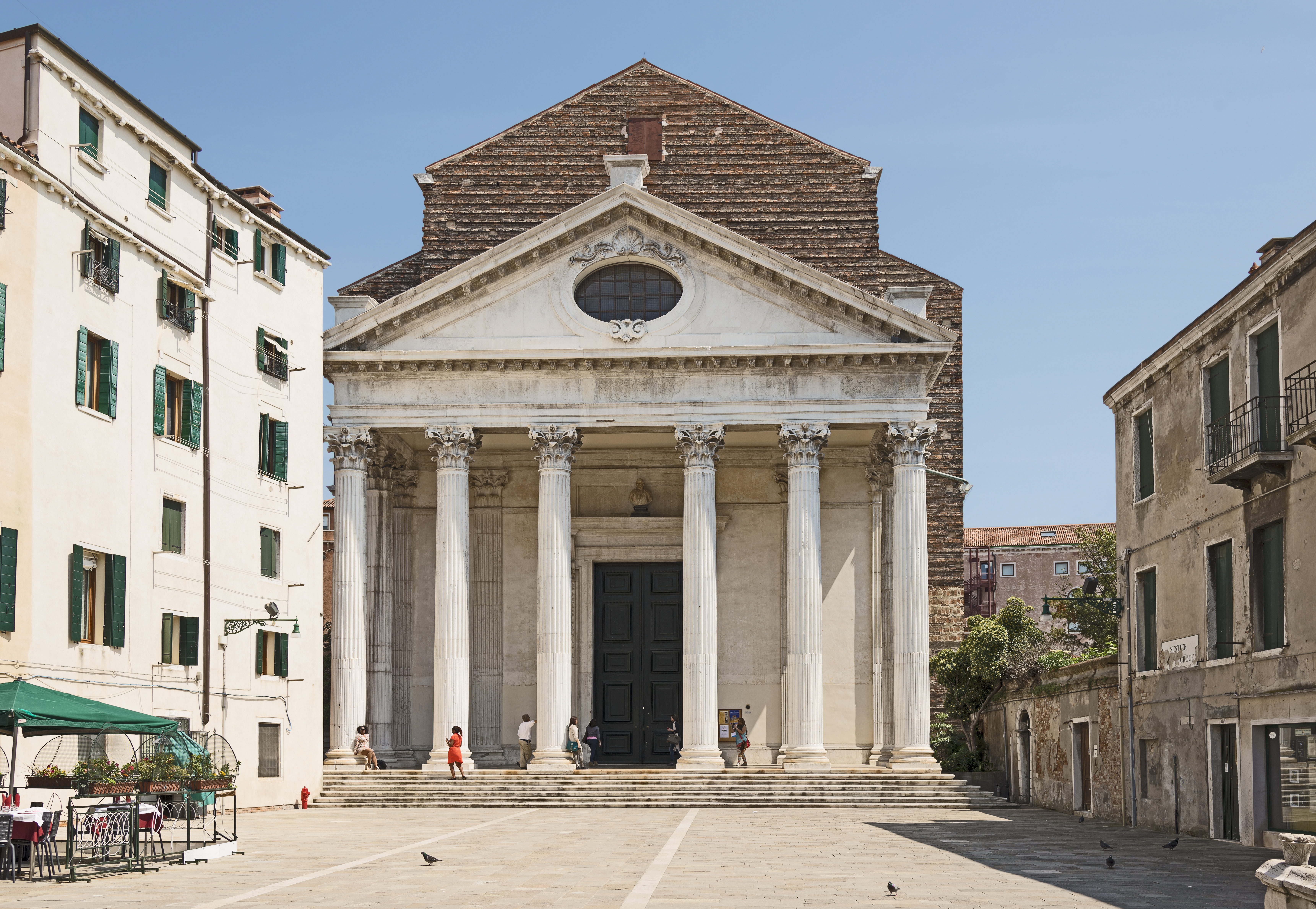
Портик фасаду церкви Сан-Ніколо да Толентіно (Венеція)
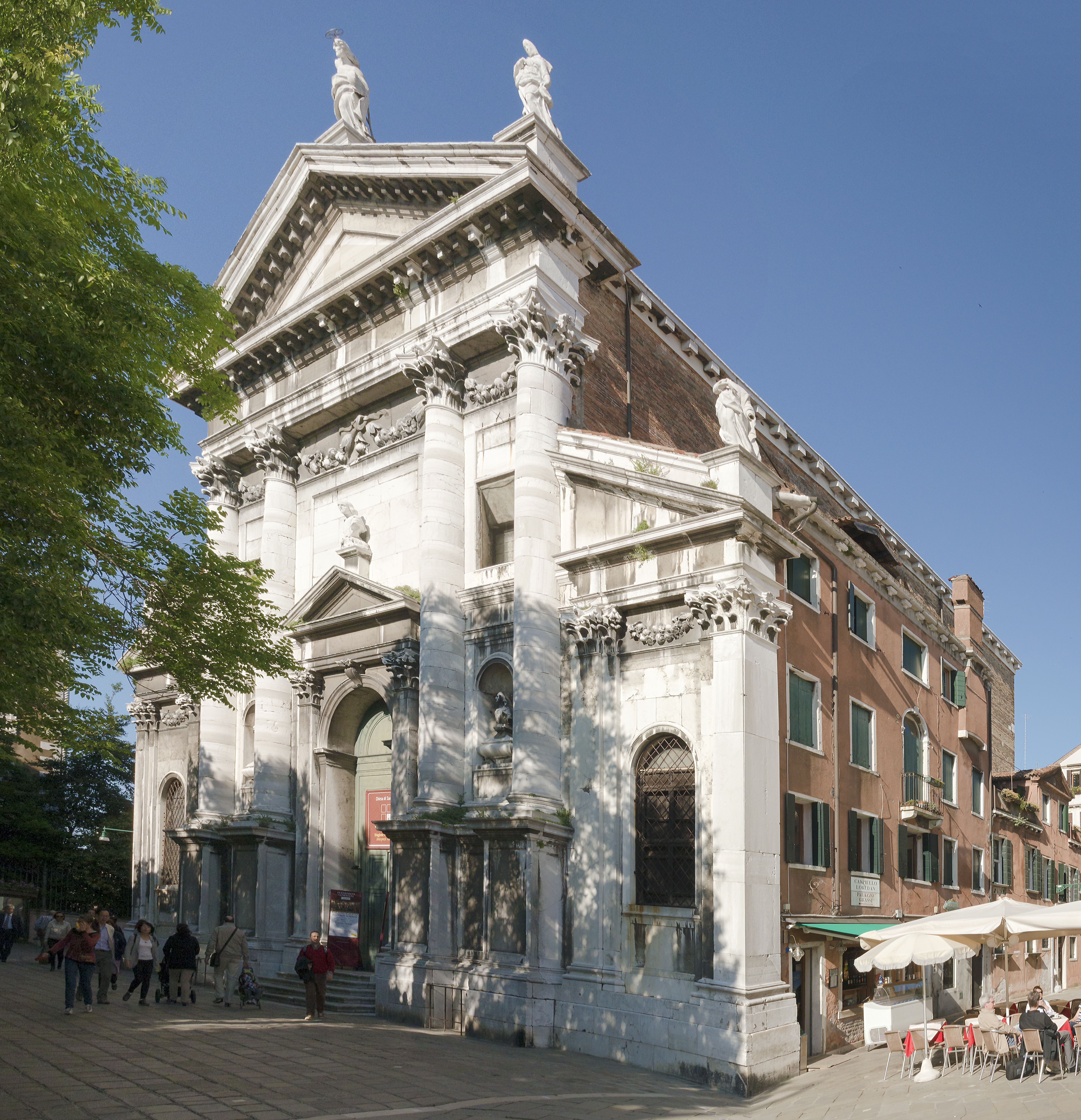
Фасад церкви Сан-Відаль ( Венеція)
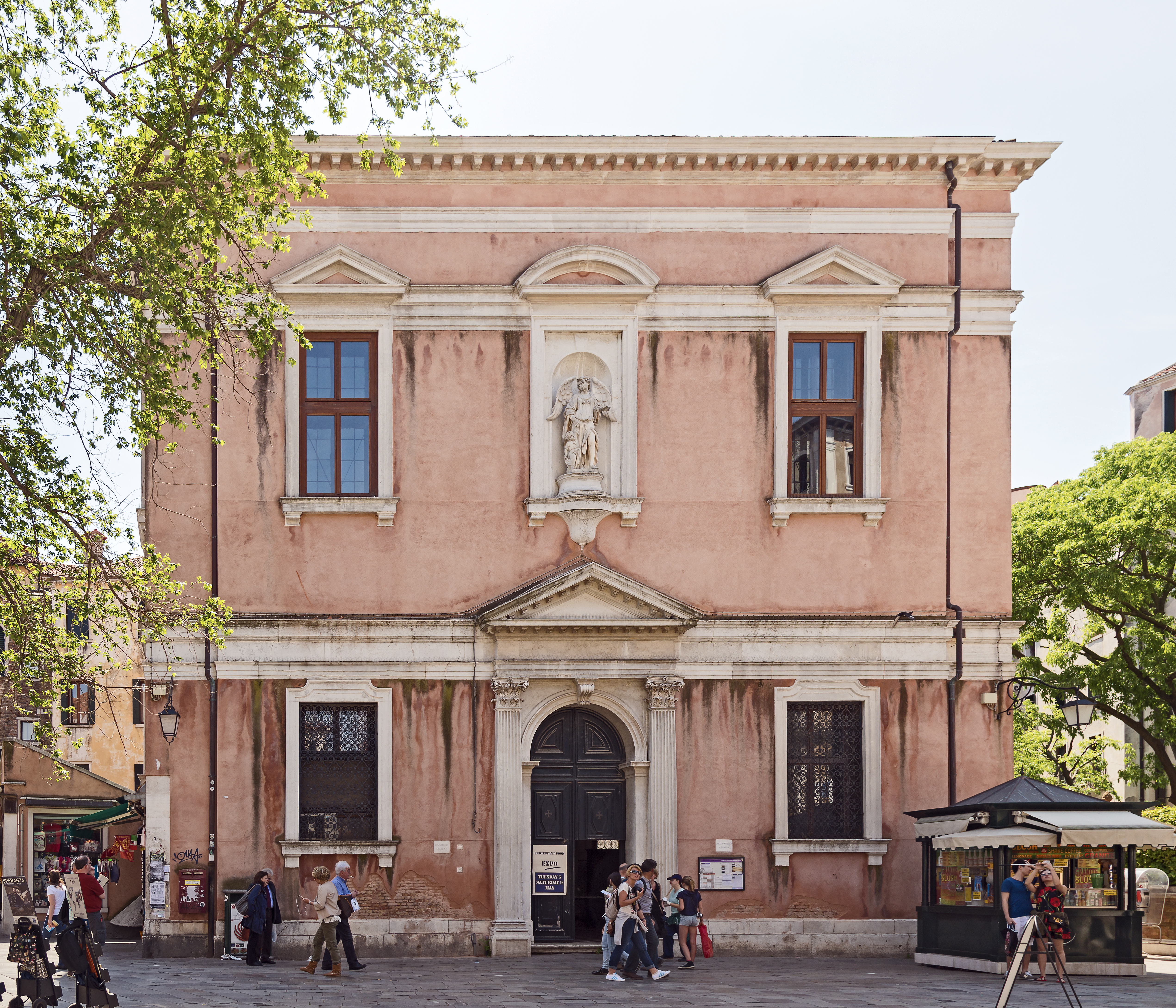
Школа Ангела-охоронця, Венеція
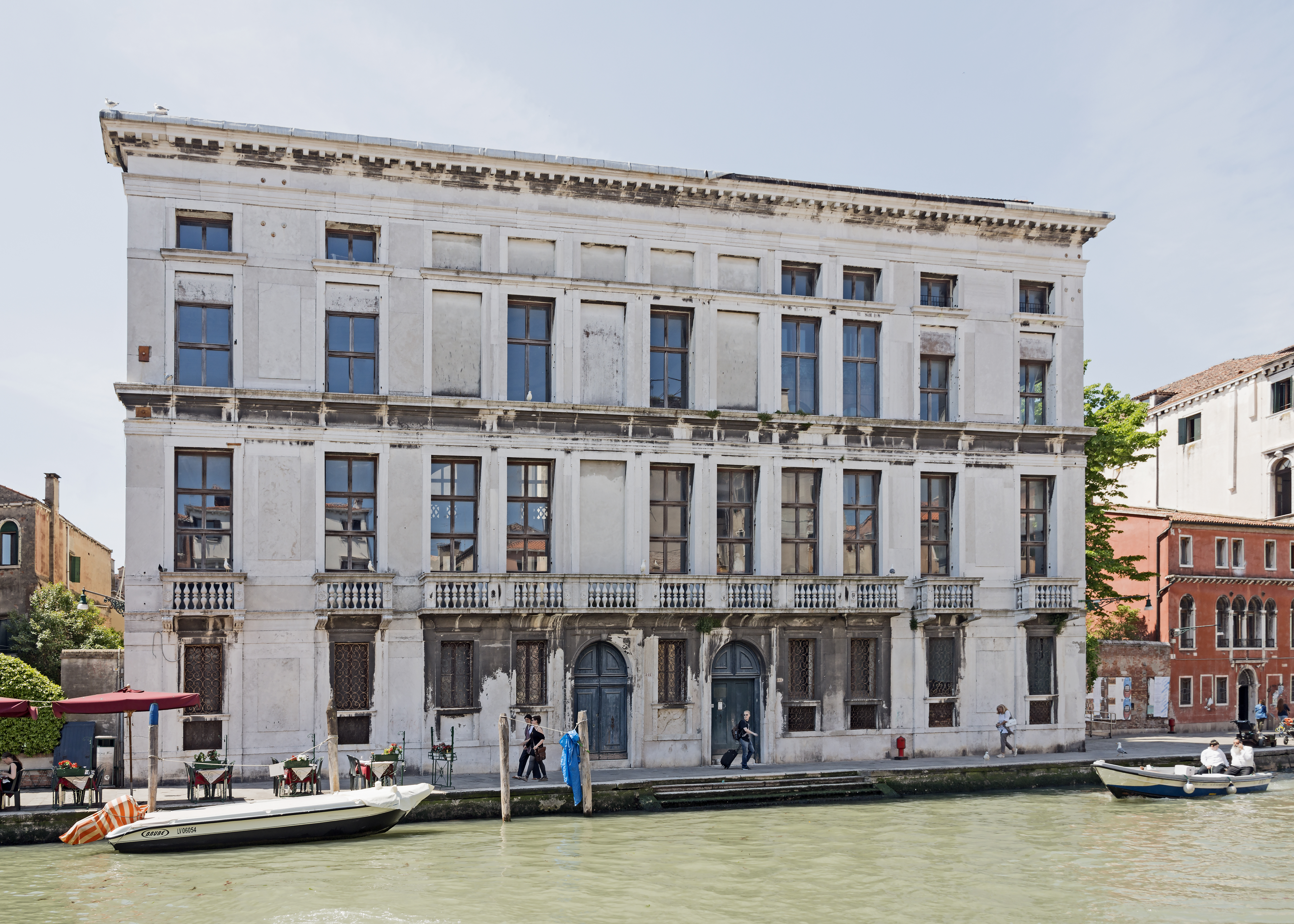
Палац Манфрін-Веньєр,  Венеція
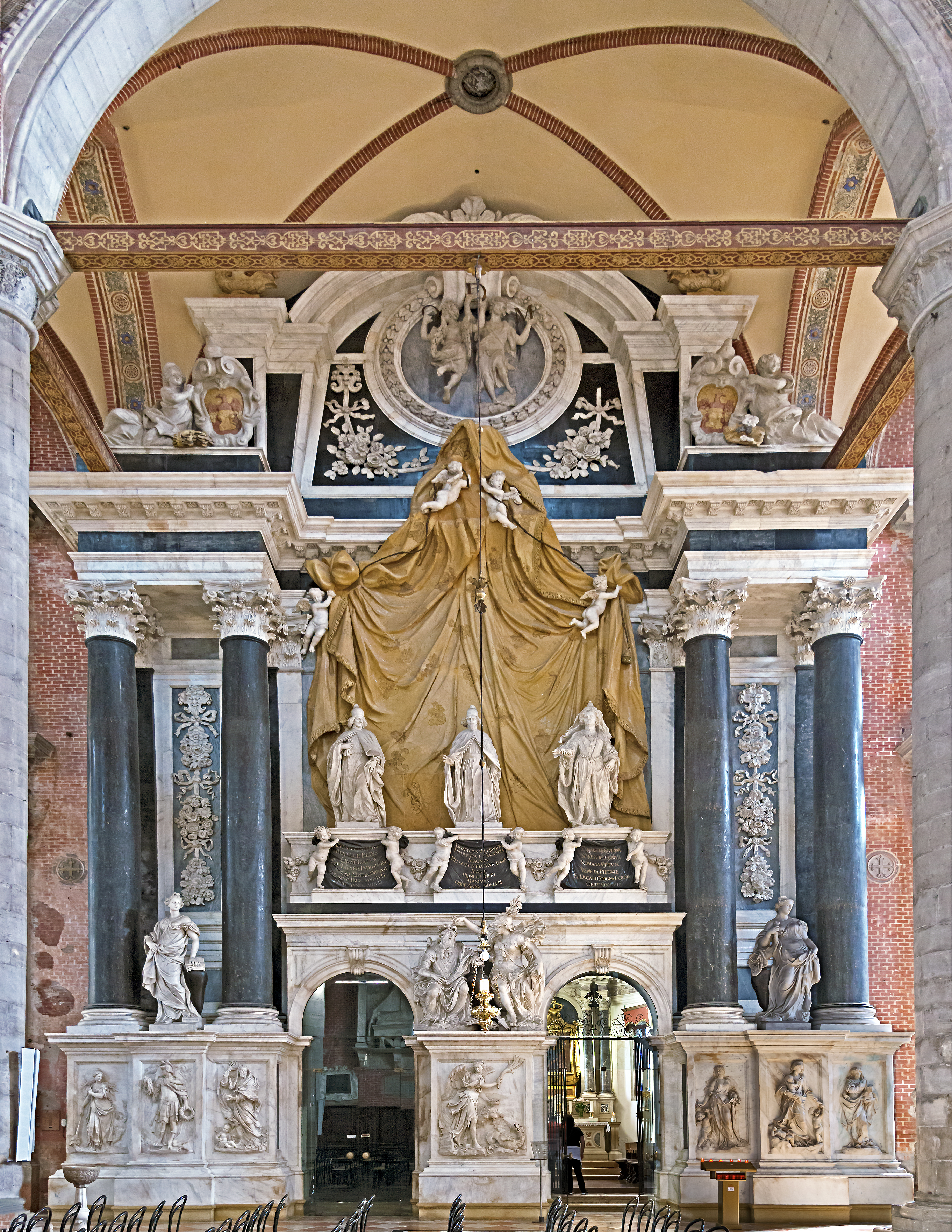
Гробниця сім'ї Вальє, Санті Джованні-е-Паоло Венеція